# پرویز کیمیاوی
پرویز کیمیاوی (زاده ۱۳۱۸، تهران) کارگردان، فیلم‌نامه‌نویس و تدوینگر ایرانی است. کیمیاوی همراهِ سهراب شهیدثالث و عباس کیارستمی از چهره‌های برجستهٔ مینیمالیست در موج نوی سینمای ایران به‌شمار می‌آید. وی برنده جایزه خرس نقره‌ای جشنواره فیلم برلین برای فیلم باغ سنگی در سال ۱۹۷۶ است. فیلم تصویر در انتظار ساخته حسن صلح‌جو در سال ۲۰۱۴ دربارهٔ پرویز کیمیاوی در بی‌بی‌سی فارسی به نمایش درآمد. این مستند نیمه بلند با بیانی سینمایی و تصویری به روایت پرویز کیمیاوی از خودش و حضورش در سینما می‌پردازد.

## زندگی
پرویز کیمیاوی در سالِ ۱۳۱۸ در تهران متولّد شد. پدرش اهلِ خراسان بود و او دورانِ کودکی و دبیرستان را در نیشابور سپری کرد. سپس به فرانسه رفت و تحصیلاتِ سینمایی خود را در مدرسهٔ عکّاسی و فیلمبرداری ورژیرار در سالِ ۱۳۴۳ و انستیتو تحصیلاتِ عالیِ سینماییِ ایدک در سالِ ۱۳۴۵ به اتمام رساند. او فعالیت هنری خود را در فرانسه، به عنوان دستیار کارگردان، در شبکهٔ تلویزیونیِ دفتر رادیو تلویزیون فرانسه آغاز کرد که تا سالِ ۱۳۴۷ ادامه داشت. پس از این مدّت فیلمِ کوتاهِ ژان مقدس ایرانی را در فرانسه ساخت که اوّلین تجربهٔ فیلم‌سازیش محسوب می‌گردد.
کیمیاوی در سال ۱۳۵۲ و تحت عنوان نویسنده، کارگردان و بازیگر با فیلم مغولها پا به عرصه سینمای حرفه‌ای نهاد. او در سال ۱۳۵۹ و پس از ساخت فیلم اوکی مستر، به فرانسه مهاجرت کرد و فیلمسازی را در تلویزیون آموزشی پاریس ادامه داد. وی پس از سالها به ایران بازگشت و فیلم ایران سرای من است را ساخت که در هفدهمین جشنواره فیلم فجر به نمایش درآمد و سیمرغ بلورین ویژه هیئت داوران را کسب نمود.
وی در سال ۱۳۸۲ پیرمرد و باغ سنگی‌اش را ساخت که آخرین فیلم در کارنامه سینمایی او به‌شمار می‌رود.

## فیلم‌شناسی

### ساخته شده در ایران
- پیرمرد و باغ سنگی اش (۲۰۰۴) / ۱۳۸۲
- ایران سرای من است (فیلم) (۱۹۹۹) / (۱۳۷۷)
- اوکی مستر (فیلم) (۱۹۷۹) / (۱۳۵۷)
- باغ سنگی (فیلم) (۱۹۷۶) / (۱۳۵۵)
- مغولها (فیلم) (۱۹۷۳) / (۱۳۵۲)
- پ مثل پلیکان (فیلم) (۱۹۷۲)
- مسجد گوهرشاد (۱۹۷۱)
- بازار مشهد (۱۹۷۰)
- بجنورد تا قوچان(۱۹۷۰)
- شیراز هفتاد (۱۹۷۰)
- یا ضامن آهو (۱۹۷۰)
- تپه‌های قیطریه (۱۹۶۹)

#### ساخته شده در خارج از ایران
- (A Propos de Nice (episode Reperage)(۱۹۹۸
- (Tehrangeles (۱۹۹۱
- (Simone Weil (1988) (TV
- (Zourkhaneh: The House of Strength (Zourkhaneh: La maison de force, 1988) (TV
- (Blue Jeans (Blue jean, Le, 1984) (TV
- (Oswaldo Rodriguez (1983) (TV
- (Portrait of a Tunisian Boy (Portrait d'un jeune Tunisien, 1982) (TV
- (The Trench (Tranche, La, 1981) (TV

## جوایز
- ۱۹۷۶ - جایزه خرس نقره‌ای جشنواره فیلم برلین برای فیلم باغ سنگی
- ۱۹۷۱ - جایزه بزرگ منتقدان خارجی فستیوال مونته کارلو برای فیلم ضامن آهو
- ۱۹۷۱ - جایزه ویژه هیئت داوران فستیوال مونته کارلو برای فیلم ضامن آهو
- ۱۹۷۱ - جایزه ویژه فستیوال A.B.U برای فیلم ضامن آهو
- ۱۹۷۲ - جایزه نقره ای فستیوال نیون برای فیلم پ مثل پلیکان
- ۱۹۷۸ - جایزه بزرگ فستیوال بین‌المللی Amiens برای فیلم اوکی مستر